# Wim Korvinus
Willem L.Th. (Wim) Korvinus (Beetsterzwaag, 21 maart 1948) is een Nederlandse beeldend kunstenaar.

## Leven en werk
Korvinus bezocht van 1966 tot 1971 de Academie voor Beeldende Kunsten in Arnhem. Hij studeerde af in de richting monumentaal. Vanaf 1975 is hij docent aan de Academie van Bouwkunst te Arnhem. Van 1984 tot 2003 was hij tevens docent aan de Hogeschool voor de Kunsten (ArtEZ). In de provincie Gelderland was hij lid van de Commissies Beeldende Kunst.
In 1992 ontwikkelde Korvinus een masterplan voor een beeldenroute in Zeist. Hij liet zich hierbij inspireren door het boek Over de liefde (De l’Amour) van Stendhal. Langs de as Slotlaan - Verlengde Slotlaan zijn tussen 1993 en 2000 zeven beelden geplaatst van verschillende kunstenaars.
De kunstenaar woont en werkt in Arnhem.

## Enkele werken in de openbare ruimte
- De val van Icarus (1982-1986), Almere College, Marinus Postlaan in Kampen

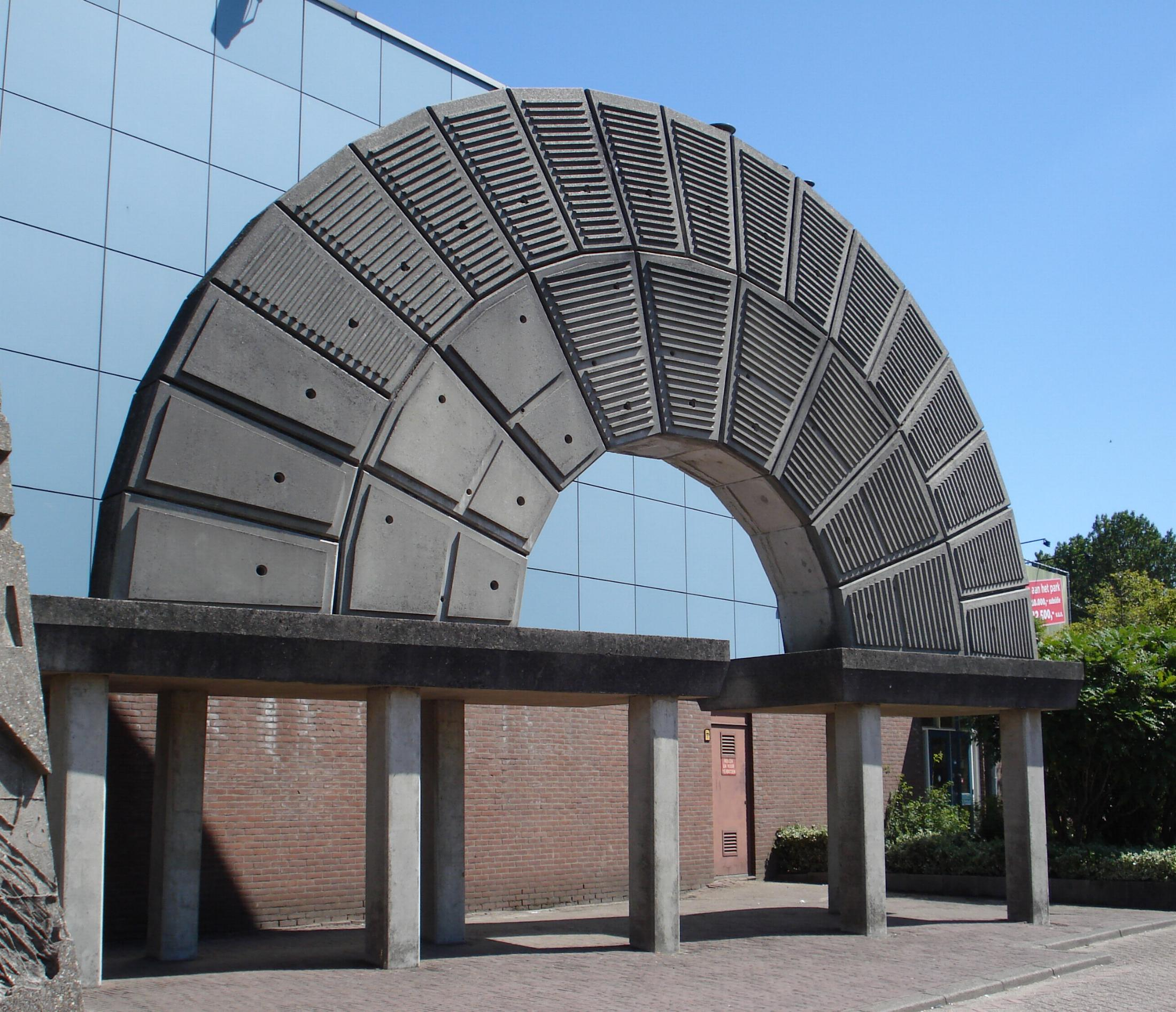
Zonder titel (1984-2012), Da Vinci, Dordrecht
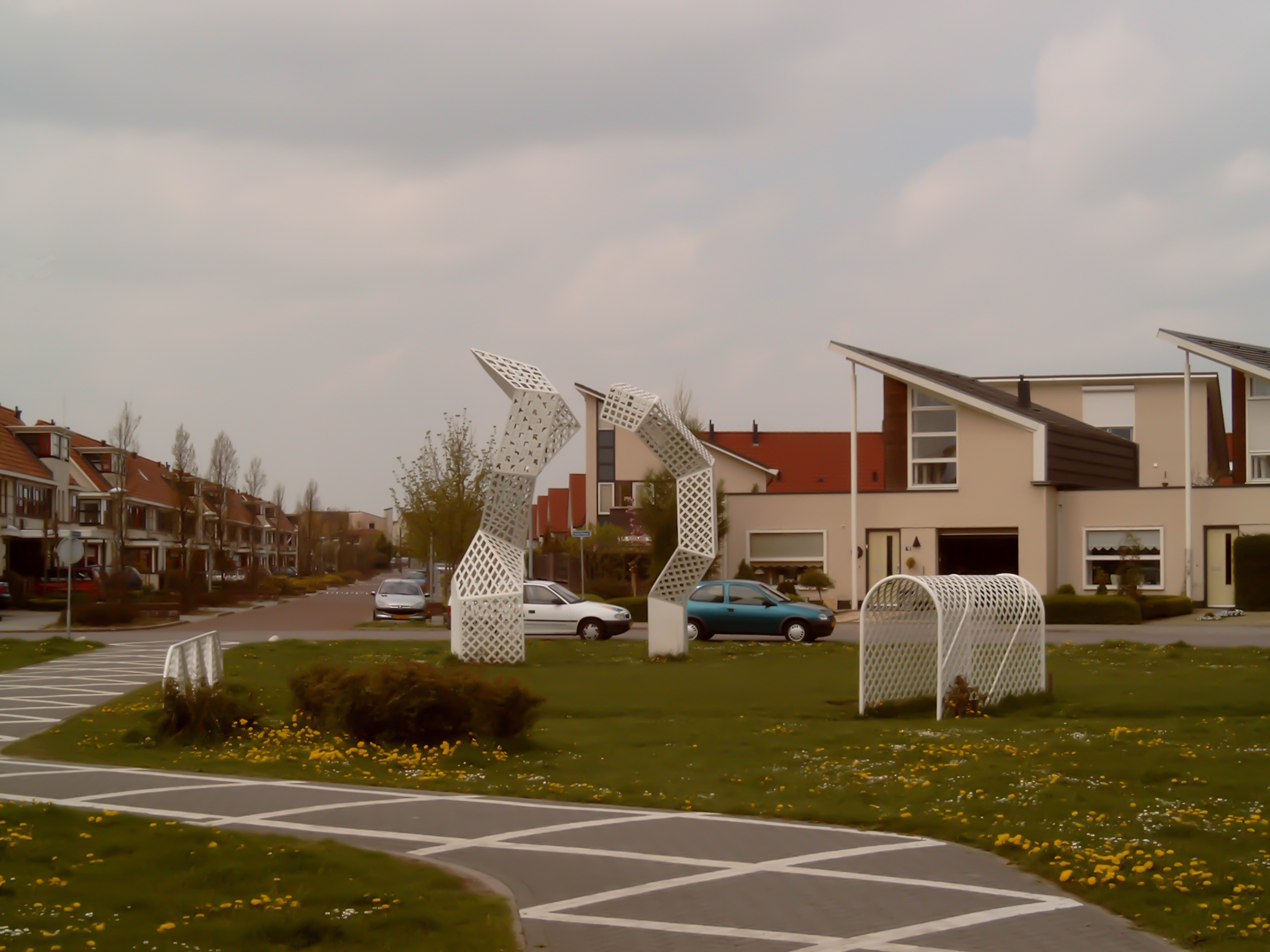
Het Prieel (2002), Het Prieel in Zutphen
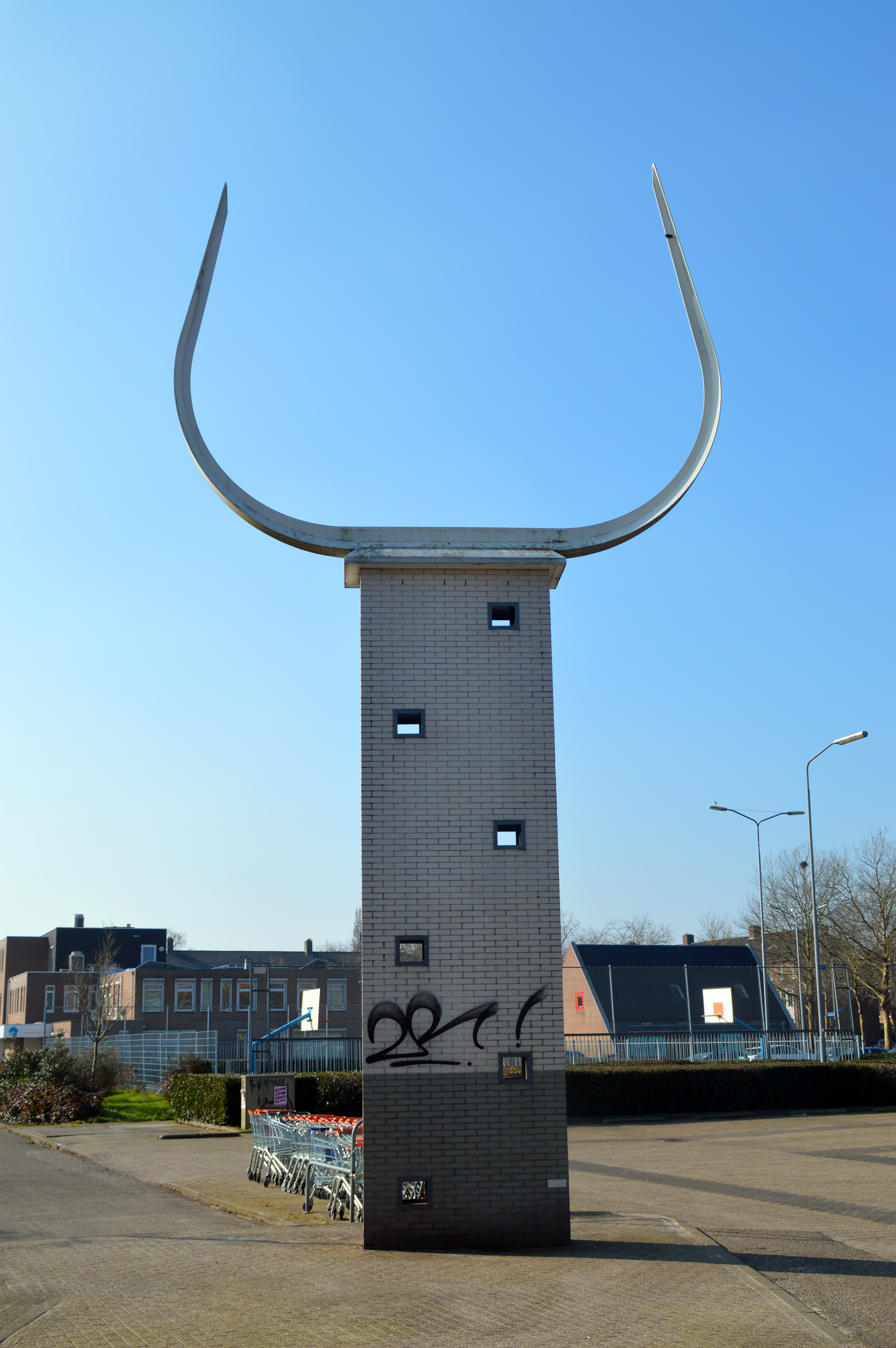
Zonder titel (Stier van Hees) (1990), Daniëlsplein in Nijmegen